# Station Sin-le-Noble
Station Sin-le-Noble is een spoorwegstation in de Franse gemeente Sin-le-Noble.

## Foto's

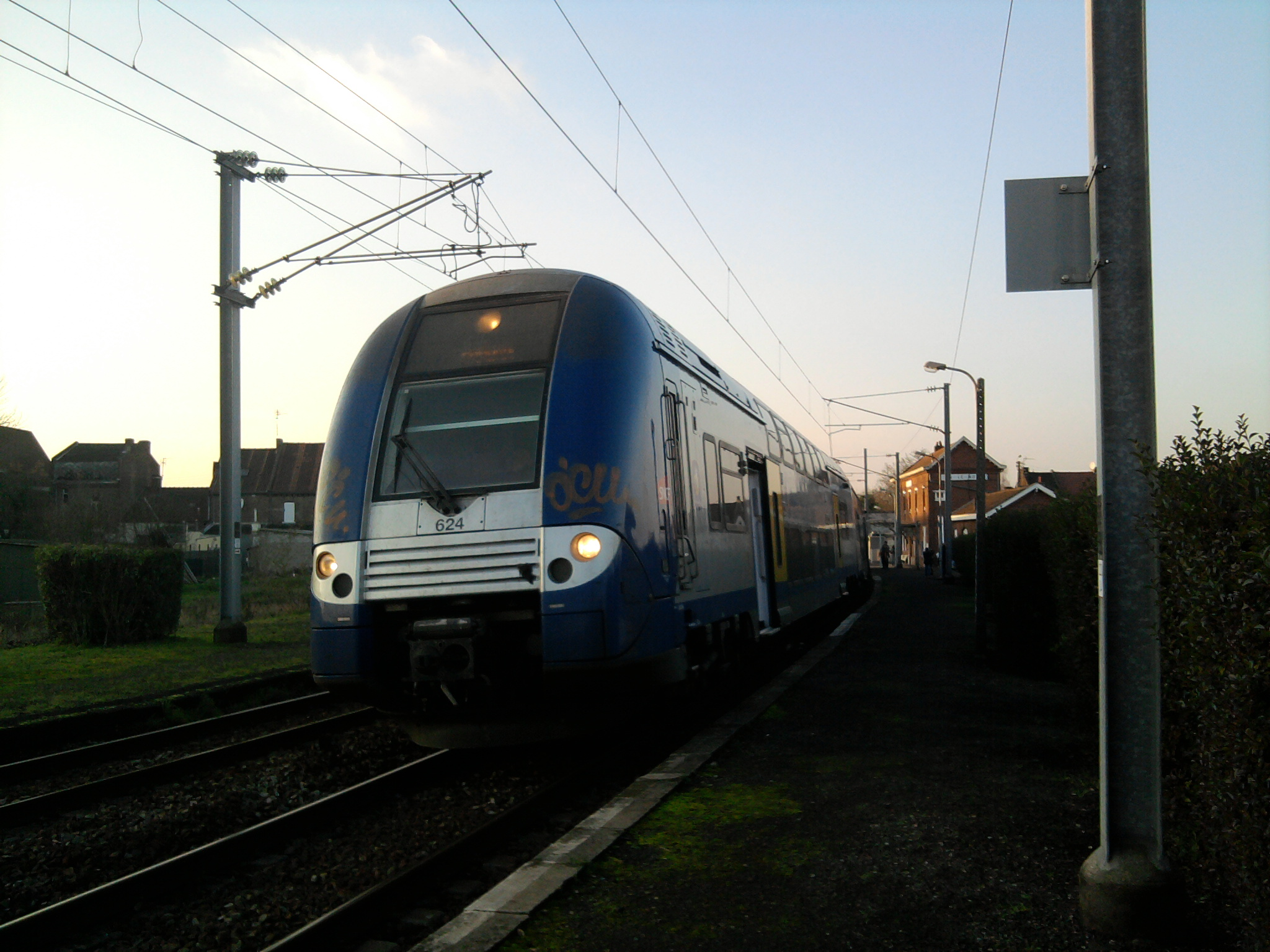